# テオス (イオニアの都市)

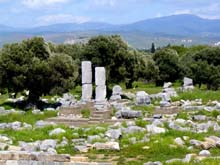
テオスのディオニューソス神殿跡、2012年撮影

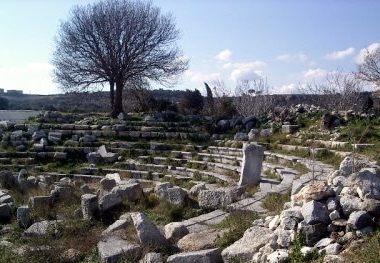
テオスの劇場跡

テオス（古代ギリシア語: Τέως、Teos）、ないし、テオ（Teo）は、イオニア地方沿岸部のキュトリウム (Chytrium) とミョネスス (Myonnesus) というふたつの半島の間に位置していた古代ギリシアの都市。ボイオーティア地方のオルコメノスから来たミニュエス人や、イオニア人、ボイオーティア人らによって創建されたといわれるが、それがいつだったのかは分かっていない。テオスは、イオニア同盟を結成した12都市のひとつであった。この都市は、地峡を成す低い丘陵地に位置していた。遺跡は、トルコのイズミル県セフェリヒサール地区にある、現代の町シアジク (Sığacık) の南方に位置している。

## 歴史
パウサニアスは，テッサリア王アイオロスの子でボイオーティア王であったアタマースの子孫で、同じくアタマースと称した指導者が、オルコメノスからミニュエス人たちを率いて到来し、この都市を創建したと書き記している。その後、イオニア人や、アテナイやボイオーティアからの移住者が流入した。
2カ所の良港を擁したテオスの繁栄は、紀元前540年ころにキュロス2世がリュディアとイオニアに侵攻するまで続いた。テオスの人びとは、トラキアのアブデラや、ケルチ海峡のアジア側に位置したファナゴレイアといった、海を隔てて新たに創建された植民都市へと退去することが賢明だと考えた。港は後に、アンティゴノス1世が復興することとなった。ローマ帝国時代には、この都市はワイン、劇場、ディオニューソスの神殿などによって知られていた。これらの施設は、低い丘の上に位置し6世紀までに城塞化されたアクロポリスの周辺に配置されていた。当時のテオスの港に近い小さな岩壁であるテクタス (Tektaş) 付近で発見された難船は、紀元前6世紀から紀元前4世紀にかけての古典古代に遡るものであり、当時、エーゲ海諸島の東部の島々と海を介しての交易が行なわれていたことが示唆されている。
ヘロドトスは、当時の各都市の方言に基づいて4つのグループを定義したが、テオスは、ギリシア語イオニア方言の中のリュディア方言グループの一員とされた。テオスは、詩人のアナクレオン、歴史家のアブデラのヘカタイオス、ソフィストのプロタゴラス、詩人のスキュティノス、地理学者のアンドロン、叙事詩詩人のアンティマコス、アリストテレスの著作の保存に努めたアペリコンらの出身地である。エピクロスはテオスで育ち、デモクリトスの弟子であったナウシパネスの下で学んだとされている。ウィトルウィウスは、テオスのディオニューソス神殿の建築家がヘルモゲネスであると記した。

## 遺跡の現状
現代の村落であるシアジクは、テオスの遺跡の近くにある。かつての都市の内部は、その後、農地として長く利用されてきたため、遺跡の発掘は困難な状態にある。農地の鋤き返しによって、土地の表層に陶片などがもたらされることもあり、考古学的調査を通して収集が進められている。